# Райхенбах, Морис
Морис Райхенбах (фр. Maurice Raichenbach, вариант написания — Maurycy Rajchenbach; 12 мая 1915, Повязки близ Варшавы, Царство Польское Российской империи — 1 марта 1998, Гарш, департамент О-де-Сен, Франция) — французский спортсмен (шашки). Первый уроженец Польши, ставший чемпионом мира по польским (международным) шашкам. Самый юный чемпион мира — в 18 лет. Прозвище — «Mozart du damier».
Морис был самым младшим из шести детей. Когда ему было 4 года, умерла мать, и отец, переплётчик по профессии, решает уехать во Францию. Через четыре года, в 1923 году, Морис эмигрировал вместе со своим отцом и остальными членами семьи во Францию, где они осели в Париже.
В 10 лет познакомился с шашистом Paul Greitzer и начал играть (другие источники говорят о возрасте 12 лет). Через четыре года, в 14 лет, стал чемпионом парижского шашечного клуба «Damier de la Seine». В 1931-м, в 16 лет, принял участие в чемпионате мира, заняв почётное 4-е место (точнее 4-5 место) вслед за шашечными королями: Мариусом Фабром, Станисласом Бизо и Исидором Вейсом. С победителем чемпионата Мариусом Фабром Райхенбах встретился в матче через год, проиграв 9-11. И, наконец, в ноябре 1933-го восемнадцатилетний Райхенбах выиграл в матче 11-9 у того же Мариуса Фабра, став самым молодым чемпионом мира того времени. Однако в Нидерландах продолжали считать чемпионом мира Бенедикта Шпрингера. В результате обе страны, претендующие на титул, договорились разыграть его в матче своих чемпионов, и в 1934-м Райхенбах выиграл матч с чемпионом Нидерландов Кесом Келлером (13-7), таким образом, получив признание в качестве чемпиона мира; в январе 1936-го выиграл матч у чемпиона Нидерландов Йохана Восa (25-15), а через два месяца ещё один — у бельгийца Вессена (Léon Vaessen); в 1937 году он выиграл матч у Бенедикта Шпрингера (26-24), а в 1938-м вновь победил Кеса Келлера (17-15).
В течение Второй мировой войны был натурализованным французом в армии. Во время оккупации Франции Райхенбах с фальшивыми документами возил из Парижа на юг Франции контрабанду. В ходе одного из этих путешествий Maurice Delor (имя на его удостоверении личности) был задержан и доставлен в тюрьму Moulins. После трёх месяцев он был переведён в Париж, в тюрьму Santé, откуда через три месяца освободился благодаря деловым компаньонам и затем уехал в Канны. Его настоящее имя и национальность не вышли на свет.
После Второй мировой войны, когда не проводились розыгрыши титула чемпиона мира, Райхенбах сыграл матч против новой французской шашечной звезды Пьера Гестема. Проиграв 6-14, Райхенбах в 1945-м в 30 лет практически завершил шашечную карьеру. Известны несколько товарищеских матчей и сеансов одновременной игры. В 1950 году сыграл товарищеский матч с Питом Розенбургом, ставшим двумя годами ранее чемпионом мира (=2 −1). В 1977 году ФМЖД присвоила Райхенбаху звание международного гроссмейстера.
Райхенбах стал бизнесменом, основал фирму по производству одежды, продав её, стал работать в сфере недвижимости.
Морис Райхенбах умер в 1998 году. По словам Тона Сейбрандса, шашечный мир узнал об этом… только через 6 (!!) лет, в 2004-м году.